# Bunuri mobile din domeniul știință și tehnică clasate în patrimoniul cultural național al României aflate în județul Maramureș
Acestă listă conține bunurile mobile din domeniul știință și tehnică clasate în Patrimoniul cultural național al României aflate la momentul clasării în județul Maramureș.

## Tezaur
| Foto | Informații generale | Detalii tehnice | Descriere | Deținător                                                 | Legături |
| ---- | ------------------- | --- | --- | --------------------------------------------------------- | -------- |
|      | Locomotivă cu aburi | Datare: Pusă în funcțiune în 1943 Școală: Uzinele Henschel and Sohn Descoperit: jud. Maramureș, Sighetu Marmației, Remiza C.F.R. | Locomotivă cu abur cu cinci osii cuplare, din care osia trei este motoare, și o osie alergătoare sistem Bissel, montată sub camera de fum, înaintea cilindrilor. La locomotivă este cuplat un tender sub care se află două boghiuri a câte două osii. | Compania Națională de Căi Ferate „C.F.R.” S.A., București | Cimec    |

## Fond
| Foto | Informații generale | Detalii tehnice | Descriere | Deținător                                                     | Legături |
| ---- | ------------------- | --- | --- | ------------------------------------------------------------- | -------- |
|      | Lampă               | Descoperit: jud. MARAMUREȘ, BAIA MARE Dimensiuni: Î: 16,5 cm; D: 9 cm Material: oțel; turnare | Lampă masivă cu rezervor cilindric alcătuit din două părți care se înfileteză în zona superioară, partea de sus fiind și capacul rezervorului. În interior se află rezervorul de carbid și rezervorul cu apă debitul acesteia fiind reglat de un șurub exterior. În exterior, în zona mediană se află poziționat arzătorul (brener) cu terminație de cupru deasupra căruia ar trebui să fie poziționat reflectorul (oglinda) dar acesta lipsește la această piesă. De corp este prinsă tija mobilă în formă de U răsturnat în care este încadrat cârligul de manipulare și agățare. Principiul de funcționare este: între carbid (carbura de calciu) și apă are loc o reacție chimică din care rezultă gazul (acetilena) care prin ardere luminează. Lampa prezintă pe corp urme de oxidare și de lovire. Lămpile cu carbid au fost utilizate în subteran din anul 1890, când au fost descoperite. Au fost folosite chiar și după introducerea lămpilor electrice după anul 1950. | Muzeul Județean de Istorie și Arheologie Maramureș, Baia Mare | Cimec    |
|      | Lampă               | Descoperit: jud. MARAMUREȘ, BAIA MARE Dimensiuni: Î: 18,8 cm; D: 7,8 cm Material: tablă de oțel; forjare; turnare | Lampă masivă cu rezervor cilindric alcătuit din două părți care se înfileteză în zona superioară, partea de sus fiind și capacul rezervorului. În interior se află rezervorul de carbid și rezervorul cu apă debitul acesteia fiind reglat de un șurub exterior. În exterior, în zona mediană se află poziționat arzătorul (brener) cu terminație de cupru deasupra căruia ar trebui să fie poziționat reflectorul (oglinda) dar acesta lipsește la această piesă. De corp este prinsă tija mobilă în formă de U răsturnat în care este încadrat cârligul de manipulare și agățare. Principiul de funcționare este: între carbid (carbura de calciu) și apă are loc o reacție chimică din care rezultă gazul (acetilena) care prin ardere luminează. Lămpile cu carbid au fost utilizate în subteran din anul 1890 când au fost descoperite. Au fost folosite chiar și după introducerea lămpilor electrice după anul 1950. | Muzeul Județean de Istorie și Arheologie Maramureș, Baia Mare | Cimec    |
|      | Lampă               | Descoperit: jud. MARAMUREȘ, CAVNIC, Str. Minerilor nr. 23 Dimensiuni: Î: 22,5 cm; D: 9 cm Material: tablă de oțel; forjare; turnare | Lampă masivă cu rezervor cilindric alcătuit din două părți care se înfileteză în zona mediană. În partea inferioară se află rezervorul de carbid iar în partea superioară se află rezervorul de apă din care aceasta este dirijată spre rezervorul de carbid, debitul acesteia fiind reglat de un șurub exterior. Între cele două rezervoare se află o garnitură care nu permite ieșirea gazului. În exterior, în zona mediană se află poziționat arzătorul (brener) deasupra căruia este poziționat reflectorul (oglinda) din tablă metalică lucioasă care amplifică lumina. De corpul inferior este prinsă tija mobilă în formă de U răsturnat în care este încadrat șurubul pentru reglarea apei precum și cârligul de manipulare și agățare. Principiul de funcționare este: între carbid (carbura de calciu) și apă are loc o reacție chimică din care rezultă gazul (acetilena), care prin ardere luminează. Lămpile cu carbid au fost utilizate în subteran din anul 1890 când au fost descoperite. Au fost folosite chiar și după introducerea lămpilor electrice după anul 1950. | Muzeul Județean de Istorie și Arheologie Maramureș, Baia Mare | Cimec    |
|      | Lampă               | Descoperit: jud. MARAMUREȘ, BAIA SPRIE, Str. Mihai Eminescu nr. 35 Dimensiuni: Î: 21 cm; D: 9 cm Material: tablă de oțel; tablă de alamă; forjare; turnare                                                                                   | Lampă masivă cu rezervor cilindric alcătuit din două părți care se înfileteză în zona mediană. În partea inferioară se află rezervorul de carbid iar în partea superioară se află rezervorul de apă din care aceasta este dirijată spre rezervorul de carbid, debitul acesteia fiind reglat de un șurub exterior. Între cele două rezervoare se află o garnitură care nu permite ieșirea gazului. În exterior, în zona mediană se află poziționat arzătorul (brener) cu terminație de cupru, deasupra căruia este poziționat reflectorul (oglinda) din tablă de alamă lucioasă care amplifică lumina. De corpul inferior este prinsă tija mobilă în formă de U răsturnat în care este încadrat șurubul pentru reglarea apei precum și cârligul de manipulare și agățare. Principiul de funcționare este: între carbid (carbura de calciu) și apă are loc o reacție chimică din care rezultă gazul (acetilena), care prin ardere luminează. Lămpile cu carbid au fost utilizate în subteran din anul 1890 când au fost descoperite. Au fost folosite chiar și după introducerea lămpilor electrice după anul 1950. | Muzeul Județean de Istorie și Arheologie Maramureș, Baia Mare | Cimec    |
|      | Lampă               | Descoperit: jud. MARAMUREȘ, BAIA MARE, Ferneziu Dimensiuni: Î: 19 cm; D: 7,5 cm Material: tablă de oțel; turnare | Lampă masivă cu rezervor cilindric alcătuit din două părți care se înfileteză în zona mediană. În partea inferioară se află rezervorul de carbid iar în partea superioară se află rezervorul de apă din care aceasta este dirijată spre rezervorul de carbid, debitul acesteia fiind reglat de un șurub exterior. Între cele două rezervoare se află o garnitură care nu permite ieșirea gazului. În exterior, în zona mediană se află poziționat arzătorul (brener) cu terminație de cupru, deasupra căruia este poziționat reflectorul (oglinda) din tablă de alamă lucioasă care amplifică lumina. De corpul inferior este prinsă tija mobilă în formă de U răsturnat în care este încadrat șurubul pentru reglarea apei precum și cârligul de manipulare și agățare. Principiul de funcționare este: între carbid (carbura de calciu) și apă are loc o reacție chimică din care rezultă gazul (acetilena), care prin ardere luminează. Lămpile cu carbid au fost utilizate în subteran din anul 1890 când au fost descoperite. Au fost folosite chiar și după introducerea lămpilor electrice după anul 1950. | Muzeul Județean de Istorie și Arheologie Maramureș, Baia Mare | Cimec    |
|      | Lampă               | Descoperit: jud. MARAMUREȘ, BAIA MARE, Sat Săsar Dimensiuni: Î: 14 cm; D: 9,2 cm Material: aluminiu; sârmă de fier | Lampă masivă cu rezervor cilindric alcătuit din două părți care se înfileteză în zona superioară, partea de sus fiind și capacul rezervorului ușor bombat. În interior se află rezervorul de carbid și rezervorul cu apă, debitul acesteia fiind reglat de un șurub exterior care la această piesă lipsește. În exterior, în zona mediană se află poziționat arzătorul (brener) cu terminație de cupru deasupra căruia ar trebui să fie poziționat reflectorul (oglinda) dar și acesta lipsește la această piesă. De capacul bombat este prinsă tija mobilă în formă de U răsturnat în care este încadrat cârligul de manipulare și agățare. Principiul de funcționare este: între carbid (carbura de calciu) și apă are loc o reacție chimică din care rezultă gazul (acetilena), care prin ardere luminează. Lămpile cu carbid au fost utilizate în subteran din anul 1890 când au fost descoperite. Au fost folosite chiar și după introducerea lămpilor electrice după anul 1950. | Muzeul Județean de Istorie și Arheologie Maramureș, Baia Mare | Cimec    |
|      | Lampă               | Descoperit: jud. MARAMUREȘ, BAIA SPRIE Dimensiuni: Î: 20 cm; D: 10,2 cm Material: cupru; forjare | Lampă masivă cu rezervor cilindric alcătuit din două părți care se înfileteză în zona mediană. În partea inferioară se află rezervorul de carbid iar în partea superioară se află rezervorul de apă din care aceasta este dirijată spre rezervorul de carbid, debitul acesteia fiind reglat de un șurub exterior. Între cele două rezervoare se află o garnitură care nu permite ieșirea gazului. În exterior, în zona mediană se află poziționat arzătorul (brener) cu terminație de cupru, deasupra căruia este poziționat reflectorul (oglinda) care la această piesă lipsește. De corpul inferior este prinsă tija mobilă în formă de U răsturnat în care este încadrat șurubul pentru reglarea apei precum și cârligul de manipulare și agățare care este din sârmă de fier. Principiul de funcționare este: între carbid (carbura de calciu) și apă are loc o reacție chimică din care rezultă gazul (acetilena), care prin ardere luminează. Lămpile cu carbid au fost utilizate în subteran din anul 1890 când au fost descoperite. Au fost folosite chiar și după introducerea lămpilor electrice după anul 1950. | Muzeul Județean de Istorie și Arheologie Maramureș, Baia Mare | Cimec    |
|      | Lampă               | Descoperit: jud. MARAMUREȘ, BĂIUȚ, Băiuț nr. 223 Dimensiuni: Î: 17 cm; D: 8 cm Material: tablă de fier; cupru; forjare; turnare | Lampă masivă cu rezervor cilindric alcătuit din două părți care se înfileteză în zona mediană. În partea inferioară se află rezervorul de carbid iar în partea superioară se află rezervorul de apă din care aceasta este dirijată spre rezervorul de carbid, debitul acesteia fiind reglat de un șurub exterior. Între cele două rezervoare se află o garnitură care nu permite ieșirea gazului. În exterior, în zona mediană se află poziționat arzătorul (brener) cu terminație de cupru, deasupra căruia este poziționat reflectorul (oglinda) care la această piesă lipsește. De corpul inferior este prinsă tija mobilă în formă de U răsturnat în care este încadrat șurubul pentru reglarea apei precum și cârligul de manipulare și agățare care este din sârmă de fier. Principiul de funcționare este: între carbid (carbura de calciu) și apă are loc o reacție chimică din care rezultă gazul (acetilena), care prin ardere luminează. Lămpile cu carbid au fost utilizate în subteran din anul 1890 când au fost descoperite. Au fost folosite chiar și după introducerea lămpilor electrice după anul 1950. | Muzeul Județean de Istorie și Arheologie Maramureș, Baia Mare | Cimec    |
|      | Lampă               | Descoperit: jud. MARAMUREȘ Dimensiuni: Î: 14 cm; D: 9 cm Material: aluminiu; turnare | Lampă masivă cu rezervor cilindric alcătuit din două părți care se înfileteză în zona mediană. În partea inferioară se află rezervorul de carbid iar în partea superioară se află rezervorul de apă din care aceasta este dirijată spre rezervorul de carbid, debitul acesteia fiind reglat de un șurub exterior. Acest șurub lipsește la această piesă. Între cele două rezervoare se află o garnitură care nu permite ieșirea gazului. În exterior, în zona mediană se află poziționat arzătorul (brener) deasupra căruia ar trebui să fie poziționat reflectorul (oglinda) care la această piesă lipsește. De corpul inferior este prinsă prin nituire tija mobilă în formă de U răsturnat. Cârligul de manipulare și agățare este atașat de corp printr-o sârmă îndoită în formă de opt. Principiul de funcționare este: între carbid (carbura de calciu) și apă are loc o reacție chimică din care rezultă gazul (acetilena), care prin ardere luminează. Lămpile cu carbid au fost utilizate în subteran din anul 1890 când au fost descoperite. Au fost folosite chiar și după introducerea lămpilor electrice după anul 1950.                                                                                                 | Muzeul Județean de Istorie și Arheologie Maramureș, Baia Mare | Cimec    |
|      | Lampă               | Descoperit: jud. MARAMUREȘ, BAIA MARE Dimensiuni: Î: 21 cm; D: 8 cm Material: tablă de fier; cupru; forjare; turnare | Lampă masivă cu rezervor cilindric alcătuit din două părți care se înfileteză în zona mediană. În partea inferioară se află rezervorul de carbid iar în partea superioară se află rezervorul de apă din care aceasta este dirijată spre rezervorul de carbid, debitul acesteia fiind reglat de un șurub exterior. Între cele două rezervoare se află o garnitură care nu permite ieșirea gazului. În exterior, în zona mediană se află poziționat arzătorul (brener) cu terminație de cupru, deasupra căruia ar trebui să fie fixat reflectorul (oglinda) care la această piesă lipsește. De corpul inferior este prinsă tija mobilă în formă de U răsturnat în care este încadrat șurubul pentru reglarea apei precum și cârligul de manipulare și agățare care este din sârmă de fier. Principiul de funcționare este: între carbid (carbura de calciu) și apă are loc o reacție chimică din care rezultă gazul (acetilena) care prin ardere luminează. Lămpile cu carbid au fost utilizate în subteran din anul 1890 când au fost descoperite. Au fost folosite chiar și după introducerea lămpilor electrice după anul 1950. | Muzeul Județean de Istorie și Arheologie Maramureș, Baia Mare | Cimec    |
|      | Lampă               | Descoperit: jud. MARAMUREȘ, BAIA MARE Dimensiuni: Î: 20,5 cm; D: 8,7 cm Material: tablă de fier; cupru; forjare; turnare | Lampă masivă cu rezervor cilindric alcătuit din două părți care se înfileteză în zona mediană. În partea inferioară se află rezervorul de carbid iar în partea superioară se află rezervorul de apă din care aceasta este dirijată spre rezervorul de carbid, debitul acesteia fiind reglat de un șurub exterior. Între cele două rezervoare se află o garnitură care nu permite ieșirea gazului. În exterior, în zona mediană se află poziționat arzătorul (brener), deasupra căruia ar trebui să fie fixat reflectorul (oglinda) care la această piesă lipsește. Sub arzător este fixată o plăcuță din foiță de cupru pe care este inscripționat un text indescifrabil. De corpul inferior este prinsă tija mobilă în formă de U răsturnat în care este încadrat șurubul pentru reglarea apei precum și cârligul de manipulare și agățare care este din sârmă de fier. Principiul de funcționare este: între carbid (carbura de calciu) și apă are loc o reacție chimică din care rezultă gazul (acetilena) care prin ardere luminează. Lămpile cu carbid au fost utilizate în subteran din anul 1890 când au fost descoperite. Au fost folosite chiar și după introducerea lămpilor electrice după anul 1950.                      | Muzeul Județean de Istorie și Arheologie Maramureș, Baia Mare | Cimec    |
|      | Lampă               | Descoperit: jud. MARAMUREȘ, BAIA MARE Dimensiuni: Î: 25,5 cm; D: 9,5 cm Material: tablă de fier; sticlă; forjare | Lampa portabilă de control a concentrației de gaz metan din galerii este un model evoluat al lămpilor tip Davys. De formă tronconică, lampa este alcătuită din trei registre și anume: rezervorul de benzină, de formă cilindrică, urmat de cilindrul de sticlă care protejează flacăra și sita care permite oscilarea înălțimii flăcării în funcție de mărimea concentrației gazelor din subteran. Câte cinci bare încadrează cilindrul de sticlă și sita iar în partea terminală se află un capac de care este ancorat cârligul de prindere. Această piesă prezintă lipsă aproximativ 40% din partea superioară, respectiv din plasa de sârmă iar sticla este afectată. Lămpile de control gaze funcționau cu benzină. | Muzeul Județean de Istorie și Arheologie Maramureș, Baia Mare | Cimec    |
|      | Lampă               | Descoperit: jud. MARAMUREȘ, BAIA MARE, Valea Roșie Dimensiuni: Î: 20 cm; D: 7,5 cm Material: oțel; turnare | Lampă masivă cu rezervor cilindric alcătuit din două părți care se înfileteză în zona superioară, partea de sus fiind și capacul rezervorului. În interior se află rezervorul de carbid și rezervorul cu apă, debitul acesteia fiind reglat de un șurub exterior. În exterior, în zona mediană se află poziționat arzătorul (brener) deasupra căruia ar trebui să fie poziționat reflectorul (oglinda) dar acesta lipsește la această piesă. De suprafața plană a capacului este prinsă tija mobilă în formă de U răsturnat, mânerul, în care este încadrat cârligul de manipulare și agățare. Principiul de funcționare este: între carbid (carbura de calciu) și apă are loc o reacție chimică din care rezultă gazul (acetilena) care prin ardere luminează. Lampa prezintă pe corp urme de oxidare și de lovire. Lămpile cu carbid au fost utilizate în subteran din anul 1890 când au fost descoperite. Au fost folosite chiar și după introducerea lămpilor electrice după anul 1950. | Muzeul Județean de Istorie și Arheologie Maramureș, Baia Mare | Cimec    |
|      | Lampă               | Datare: sec. XX Descoperit: jud. MARAMUREȘ, BAIA SPRIE Dimensiuni: Î: 17,5 cm; D: 7,5 cm Material: tablă de oțel; turnare; forjare | Lampă masivă cu rezervor cilindric alcătuit din două părți care se înfileteză în zona superioară, partea de sus fiind și capacul rezervorului. În interior se află rezervorul de carbid și rezervorul cu apă, debitul acesteia fiind reglat de un șurub exterior. În exterior, în zona mediană se află poziționat arzătorul (brener) cu terminație de cupru, deasupra căruia ar trebui să fie poziționat reflectorul (oglinda) care lipsește la această piesă. De corp este prinsă tija mobilă în formă de U răsturnat, mânerul, în care este încadrat cârligul de manipulare și agățare. Principiul de funcționare este: între carbid (carbura de calciu) și apă are loc o reacție chimică din care rezultă gazul (acetilena), care prin ardere luminează. Sub arzător tabla de oțel este găurită probabil din cauza uzurii. Lămpile cu carbid au fost utilizate în subteran din anul 1890 când au fost descoperite. Au fost folosite chiar și după introducerea lămpilor electrice după anul 1950. | Muzeul Județean de Istorie și Arheologie Maramureș, Baia Mare | Cimec    |
|      | Lampă               | Descoperit: jud. MARAMUREȘ, BĂIUȚ, Băiuț nr. 290 Dimensiuni: Î: 20 cm; D: 8,3 cm Material: tablă de fier; forjare; turnare | Lampă masivă cu rezervor cilindric alcătuit din două părți care se înfileteză în zona mediană. În partea inferioară se află rezervorul de carbid iar în partea superioară se află rezervorul de apă din care aceasta este dirijată spre rezervorul de carbid, debitul acesteia fiind reglat de un șurub exterior. Între cele două rezervoare se află o garnitură care nu permite ieșirea gazului. În exterior, în zona mediană, se află poziționat arzătorul (brener) cu terminație de cupru, deasupra căruia este poziționat reflectorul (oglinda) care la această piesă lipsește. De corpul inferior este prinsă tija mobilă în formă de U răsturnat în care este încadrat șurubul pentru reglarea apei precum și cârligul de manipulare și agățare care este din sârmă de fier. Principiul de funcționare este: între carbid (carbura de calciu) și apă are loc o reacție chimică din care rezultă gazul (acetilena), care prin ardere luminează. Lămpile cu carbid au fost utilizate în subteran din anul 1890 când au fost descoperite. Au fost folosite chiar și după introducerea lămpilor electrice după anul 1950. | Muzeul Județean de Istorie și Arheologie Maramureș, Baia Mare | Cimec    |
|      | Lampă               | Descoperit: jud. MARAMUREȘ, BĂIUȚ, Băiuț nr. 290 Dimensiuni: Î: 24 cm; D: 9,5 cm Material: tablă de fier; forjare; turnare | Lampă masivă cu rezervor cilindric alcătuit din două părți care se înfileteză în zona mediană. În partea inferioară se află rezervorul de carbid iar în partea superioară se află rezervorul de apă din care aceasta este dirijată spre rezervorul de carbid, debitul acesteia fiind reglat de un șurub exterior. Acest șurub lipsește la această piesă. Între cele două rezervoare se află o garnitură care nu permite ieșirea gazului. În exterior, în zona mediană se află poziționat arzătorul (brener) deasupra căruia ar trebui să fie poziționat reflectorul (oglinda) care la această piesă lipsește. De corpul inferior este prinsă prin nituire tija mobilă în formă de U răsturnat. Cârligul de manipulare și agățare este atașat de corp printr-un cui îndoit și o verigă tot din cui încovoiat prinsă de o bucată plană de fier. Principiul de funcționare este: între carbid (carbura de calciu) și apă are loc o reacție chimică din care rezultă gazul (acetilena), care prin ardere luminează. Lămpile cu carbid au fost utilizate în subteran din anul 1890 când au fost descoperite. Au fost folosite chiar și după introducerea lămpilor electrice după anul 1950.                                                | Muzeul Județean de Istorie și Arheologie Maramureș, Baia Mare | Cimec    |
|      | Lampă               | Descoperit: jud. MARAMUREȘ, Zona minieră Baia Mare Dimensiuni: Î: 18 cm; D: 7,5 cm Material: tablă de fier; forjare; turnare | Lampă masivă cu rezervor cilindric alcătuit din două părți care se înfileteză în zona superioară, partea de sus fiind și capacul rezervorului. În interior se află rezervorul de carbid și rezervorul cu apă, debitul acesteia fiind reglat de un șurub exterior. În exterior, în zona mediană se află poziționat arzătorul (brener) cu terminație de cupru deasupra căruia ar trebui să fie poziționat reflectorul (oglinda) dar acesta lipsește la această piesă. De corp este prinsă tija mobilă în formă de U răsturnat, mânerul, în care este încadrat cârligul de manipulare și agățare. Principiul de funcționare este: între carbid (carbura de calciu) și apă are loc o reacție chimică din care rezultă gazul (acetilena), care prin ardere luminează. Lampa prezintă pe corp urme de oxidare și de lovire. Lămpile cu carbid au fost utilizate în subteran din anul 1890 când au fost descoperite. Au fost folosite chiar și după introducerea lămpilor electrice după anul 1950. | Muzeul Județean de Istorie și Arheologie Maramureș, Baia Mare | Cimec    |
|      | Lampă               | Descoperit: jud. MARAMUREȘ, Zona minieră Baia Mare Dimensiuni: Î: 19 cm; D: 7,5 cm Material: tablă de fier; forjare; turnare | Lampă masivă cu rezervor cilindric alcătuit din două părți care se înfileteză în zona superioară, partea de sus fiind și capacul rezervorului. În interior se află rezervorul de carbid și rezervorul cu apă debitul acesteia fiind reglat de un șurub exterior. În exterior, în zona mediană se află poziționat arzătorul (brener) cu terminație de cupru deasupra căruia ar trebui să fie poziționat reflectorul (oglinda) dar acesta lipsește la această piesă. De corp este prinsă tija mobilă în formă de U răsturnat, mânerul, în care este încadrat cârligul de manipulare și agățare. Principiul de funcționare este: între carbid (carbura de calciu) și apă are loc o reacție chimică din care rezultă gazul (acetilena), care prin ardere luminează. Lampa prezintă pe corp urme de oxidare și de lovire. Lămpile cu carbid au fost utilizate în subteran din anul 1890 când au fost descoperite. Au fost folosite chiar și după introducerea lămpilor electrice după anul 1950. | Muzeul Județean de Istorie și Arheologie Maramureș, Baia Mare | Cimec    |
|      | Lampă               | Descoperit: jud. MARAMUREȘ, Zona minieră Baia Mare Dimensiuni: Î: 20 cm; D: 8,8 cm Material: tablă de fier; cupru; forjare; turnare | Lampă masivă cu rezervor cilindric alcătuit din două părți care se înfileteză în zona mediană. În partea inferioară se află rezervorul de carbid iar în partea superioară se află rezervorul de apă din care aceasta este dirijată spre rezervorul de carbid, debitul acesteia fiind reglat de un șurub exterior. Între cele două rezervoare se află o garnitură care nu permite ieșirea gazului. În exterior, în zona mediană se află poziționat arzătorul (brener) de cupru, deasupra căruia ar trebui să fie poziționat reflectorul (oglinda) care la această piesă lipsește. De corpul inferior este prinsă prin nituire tija mobilă în formă de U răsturnat în care în partea superioară este încadrat șurubul pentru reglarea apei precum și cârligul de manipulare și agățare care este din sârmă de fier. Principiul de funcționare este: între carbid (carbura de calciu) și apă are loc o reacție chimică din care rezultă gazul (acetilena) care prin ardere luminează. Lămpile cu carbid au fost utilizate în subteran din anul 1890 când au fost descoperite. Au fost folosite chiar și după introducerea lămpilor electrice după anul 1950.                                                                             | Muzeul Județean de Istorie și Arheologie Maramureș, Baia Mare | Cimec    |
|      | Lampă               | Descoperit: jud. MARAMUREȘ, Zona minieră Baia Mare Dimensiuni: Î: 13,5 cm; D: 9,3 cm Material: aluminiu; sârmă de fier; turnare | Lampă masivă cu rezervor cilindric alcătuit din două părți care se înfileteză în zona superioară, partea de sus fiind și capacul rezervorului ușor bombat. În interior se află rezervorul de carbid și rezervorul cu apă debitul acesteia fiind reglat de un șurub exterior, care la această piesă lipsește. În exterior, în zona mediană se află poziționat arzătorul (brener) cu terminație de cupru deasupra căruia ar trebui să fie poziționat reflectorul (oglinda) dar și acesta lipsește la această piesă. De capacul bombat este prinsă tija mobilă din sârmă de fier, în formă de U răsturnat în care este încadrat cârligul de manipulare și agățare. Principiul de funcționare este: între carbid (carbura de calciu) și apă are loc o reacție chimică din care rezultă gazul (acetilena), care prin ardere luminează. Lămpile cu carbid au fost utilizate în subteran din anul 1890 când au fost descoperite. Au fost folosite chiar și după introducerea lămpilor electrice după anul 1950. | Muzeul Județean de Istorie și Arheologie Maramureș, Baia Mare | Cimec    |
|      | Lampă               | Datare: 1966 Descoperit: jud. MARAMUREȘ, com. RECEA Dimensiuni: Î: 18 cm; D: 7,4 cm Material: lampa este confecționată din tablă de oțel prin forjare și turnare                                                                             | Mijloc de iluminat în subteran, lampa are un rezervor cilindric alcătuit din două părți care se înfileteză în zona superioară, partea de sus fiind și capacul rezervorului. În interior se află rezervorul de carbid și rezervorul cu apă, debitul acesteia fiind reglat de un șurub exterior. În exterior, în zona mediană se află poziționat arzătorul (brener) cu terminație de cupru, deasupra căruia ar trebui să fie fixat reflectorul (oglinda) care lipsește la această piesă. De corpul inferior este prinsă tija mobilă în formă de U răsturnat în care este încadrat cârligul de manipulare și agățare. Principiul de funcționare este: între carbid (carbura de calciu) și apă are loc o reacție chimică din care rezultă gazul (acetilena) care prin ardere luminează. Lampa a fost folosită în galeriile miniere Săsar din zona orașului Baia Mare. Lampa cu carbid, acum când mineritul în Maramureș a intrat într-o perioadă de conservare, are valoare documentar-istorică pentru evoluția mijloacelor de iluminat în subteran. Puține astfel de piese se mai găsesc pe teren. | Muzeul Județean de Istorie și Arheologie Maramureș, Baia Mare | Cimec    |
|      | Troc                | Datare: sfârșitul secolului XIX - începutul secolului XX Descoperit: jud. MARAMUREȘ, BAIA MARE, Mina Săsar Dimensiuni: L: 54,5 cm; La: 29,7 cm; Î: 9 cm Material: trocul este confecționat din tablă de oțel prin forjare manuală și sudare  | Trocul face parte din categoria mijloacelor de evacuare a minereului dislocat în subteran până la un alt mijloc de transport a materialului la suprafață, spre exemplu o roabă sau un vagonet. Are forma ovală și este adâncit atât cât să aibă un randament relativ bun. Se aseamănă cu o covată mai mică. La capete are câte o toartă în formă de U răsturnat, fiecare toartă fiind prinsă de corpul vasului prin sudare. În zona mediană a vasului, din cauza unei îndelungate uzuri funcționale, s-a format o ușoară adâncitură de la o margine la alta. | Muzeul Județean de Istorie și Arheologie Maramureș, Baia Mare | Cimec    |
|      | Troc                | Datare: sfârșitul secolului XIX - începutul secolului XX Descoperit: jud. MARAMUREȘ, BAIA SPRIE Dimensiuni: L: 55,8 cm; La: 30 cm; Î: 6 cm Material: trocul este confecționat din tablă de oțel prin forjare manuală și nituire              | Trocul face parte din categoria mijloacelor de evacuare a minereului dislocat în subteran până la un alt mijloc de transport a materialului la suprafață, spre exemplu o roabă sau un vagonet. Are forma ovală și este adâncit atât cât să aibă un randament relativ bun. Se aseamănă cu o covată mai mică. La capete are câte o toartă în formă de U răsturnat, fiecare toartă fiind prinsă sub nivelul marginii vasului prin nituire. Pe toată suprafața vasului sunt distribuite denivelări pricinuite de folosința îndelungată. | Muzeul Județean de Istorie și Arheologie Maramureș, Baia Mare | Cimec    |
|      | Troc                | Datare: sfârșitul secolului XIX - începutul secolului XX Descoperit: jud. MARAMUREȘ, BAIA MARE Dimensiuni: L: 61 cm; La: 44,8 cm Material: trocul este confecționat din tablă de oțel prin forjare și nituire                                | Trocul face parte din categoria mijloacelor de evacuare a minereului dislocat în subteran până la un alt mijloc de transport a materialului la suprafață, spre exemplu o roabă sau un vagonet. Are forma ovală și este adâncit atât cât să aibă un randament relativ bun și, pentru a mări rezistența, marginile sunt dublate. Se aseamănă cu o covată mai mică. La capete are câte o toartă în formă de U răsturnat, fiecare capăt fiind prins cu câte două nituri de corpul trocului. O bună parte a corpului a fost "cârpită" cu două petece de metal pentru ca trocul să poată fi folosit încă un timp. Cele două petece de reîntregire au fost parțial suprapuse și nituite de corp. | Muzeul Județean de Istorie și Arheologie Maramureș, Baia Mare | Cimec    |
|      | Troc                | Datare: sfârșitul secolului XVIII - începutul secolului XIX Descoperit: jud. MARAMUREȘ, BĂIUȚ Dimensiuni: L: 55,5 cm; La: 23 cm; Î: 8,5 cm Material: trocul este confecționat din lemn prin cioplire manuală                                 | Trocul face parte din categoria mijloacelor de evacuare a minereului dislocat în subteran până la un alt mijloc de transport a materialului la suprafață, spre exemplu o roabă sau un vagonet. Are forma dreptunghiulară ușor adâncită și foarte asemănătoare cu o covată de mici dimensiuni. Obiectul este afectat de folosirea îndelungată având unele fisuri pe suprafața corpului. | Muzeul Județean de Istorie și Arheologie Maramureș, Baia Mare | Cimec    |
|      | Șaitroc             | Datare: sfârșitul secolului XIX - începutul secolului XX Descoperit: jud. MARAMUREȘ, BĂIUȚ Dimensiuni: L: 56,5 cm; La: 52 cm; Î: 7 cm Material: șaitrocul este făcut din lemn de arin prin cioplire manuală și cizelare                      | Șaitrocul are forma dreptunghiulară, poziția de folosire fiind cu latura mică în sus. Laturile lungi sunt ușor arcuite spre interior. În partea superioară, de unde se manevrează, marginea, de jur împrejur până în zona mediană a corpului, este supraînălțată, aplatizată și răsfrântă. În jumătatea inferioară, cele două margini laterale sunt doar ușor supraînălțare, descrescând spre capete. Latura mică inferioară este ușor subțiată pentru a lăsa apa să se scurgă în timpul operațiunilor de spălare. Șaitrocul era folosit la efectuarea primelor probe de minereu în subteran, dar mai ales la spălarea aluviunilor și a nisipurilor aurifere. Se lua o cantitate oarecare de minereu fărâmițat în șaitroc și se efectuau spălări repetate până ce rămânea pe fundul vasului praful galben de aur. | Muzeul Județean de Istorie și Arheologie Maramureș, Baia Mare | Cimec    |
|      | Troc                | Datare: sfârșitul secolului XIX - începutul secolului XX Descoperit: jud. MARAMUREȘ, BĂIUȚ Dimensiuni: L: 44 cm; La: 30 cm; Î: 9 cm Material: trocul este confecționat din tablă de oțel prin forjare și nituire                             | Trocul face parte din categoria mijloacelor de evacuare a minereului dislocat în subteran până la un alt mijloc de transport a materialului la suprafață, spre exemplu o roabă sau un vagonet. Are forma ovală și este adâncit atât cât să aibă un randament relativ bun și, pentru a mări rezistența, marginile sunt dublate. Se aseamănă cu o covată mai mică. La capete are câte o toartă în formă de U răsturnat, fiecare toartă fiind supraînălțată față de nivelul marginii și prinsă prin nituire. În zona mediană a corpului, pe lățime, se află o crăpătură pronunțată pricinuită de folosirea îndelungată. | Muzeul Județean de Istorie și Arheologie Maramureș, Baia Mare | Cimec    |
|      | Troc                | Datare: 2/2 sec. XIX Descoperit: jud. MARAMUREȘ, BAIA MARE Dimensiuni: L: 55,5 cm; La: 23,5 cm; Î: 3 cm Material: trocul este confecționat din lemn prin cioplire și cizelară                                                                | Trocul face parte din categoria mijloacelor de evacuare a minereului dislocat în subteran până la un alt mijloc de transport a materialului la suprafață, spre exemplu o roabă sau un vagonet. Are forma dreptunghiulară ușor adâncită și foarte asemănătoare cu o covată de mici dimensiuni. Obiectul este afectat de folosirea îndelungată, având unele fisuri pe suprafața corpului și porțiuni lipsă din zona marginală. | Muzeul Județean de Istorie și Arheologie Maramureș, Baia Mare | Cimec    |
|      | Troc                | Datare: sfârșitul secolului XIX - începutul secolului XX Descoperit: jud. MARAMUREȘ, BAIA MARE, Mina Herja Dimensiuni: L: 46,7 cm; La: 33,3 cm; Î: 9 cm Material: trocul este confecționat din tablă de oțel prin forjare manuală și nituire | Trocul face parte din categoria mijloacelor de evacuare a minereului dislocat în subteran până la un alt mijloc de transport a materialului la suprafață, spre exemplu o roabă sau un vagonet. Are forma ușor ovală, aproape circulară și este adâncit atât cât să aibă un randament relativ bun și, pentru a mări rezistența, marginile sunt dublate. Se aseamănă cu o covată mai mică. La capete are câte o toartă în formă de U răsturnat, fiecare fiind ancorată de corp cu câte două nituri pe fiecare latură a mânerului de prindere. În zona mediană a corpului, tabla este subțiată și prezintă orificii dantelate pricinuite de folosirea îndelungată. | Muzeul Județean de Istorie și Arheologie Maramureș, Baia Mare | Cimec    |
|      | Șaitroc             | Datare: sfârșitul secolului XIX - începutul secolului XX Descoperit: jud. MARAMUREȘ, BĂIUȚ Dimensiuni: L: 58 cm; La: 50 cm; Î: 13 cm Material: șaitrocul este făcut din lemn fațetat                                                         | Șaitrocul are forma dreptunghiulară, poziția de folosire fiind cu latura mică în sus. Fundul vasului este făcut din 5 scânduri de lățimi diferite, unite prin intermediul cuielor. La trei laturi marginile sunt înălțate cu câte o scândură pentru a menține minereul și apa în interior. Scândura terminală de pe latura liberă este ușor arcuită în sus pentru a permite scurgerea controlată a apei de spălare. Șaitrocul era folosit la efectuarea primelor probe de minereu în subteran, dar mai ales la spălarea aluviunilor și a nisipurilor aurifere. Se lua o cantitate oarecare de minereu fărâmițat în șaitroc și se efectuau spălări repetate până ce rămânea pe fundul vasului praful galben de aur. | Muzeul Județean de Istorie și Arheologie Maramureș, Baia Mare | Cimec    |
|      | Troc                | Datare: 2/2 sec. XIX Descoperit: jud. MARAMUREȘ, BAIA MARE Dimensiuni: L: 53 cm; La: 27,5 cm; Î: 8 cm Material: trocul este confecționat din lemn prin cioplire manuală                                                                      | Trocul face parte din categoria mijloacelor de evacuare a minereului dislocat în subteran până la un alt mijloc de transport a materialului la suprafață, spre exemplu o roabă sau un vagonet. Are forma paralelipipedică ușor adâncită și foarte asemănătoare cu o covată de mici dimensiuni. Marginile de la capete sunt aplatizate pentru a fi mai ușor de manevrat. | Muzeul Județean de Istorie și Arheologie Maramureș, Baia Mare | Cimec    |
|      | Troc                | Datare: sfârșitul secolului XIX - începutul secolului XX Descoperit: jud. MARAMUREȘ, BAIA MARE Dimensiuni: L: 46,7 cm; La: 30,5 cm; Î: 6,5 cm Material: trocul este confecționat din tablă de oțel prin forjare și nituire                   | Trocul face parte din categoria mijloacelor de evacuare a minereului dislocat în subteran până la un alt mijloc de transport a materialului la suprafață, spre exemplu o roabă sau un vagonet. Are forma ovală și este adâncit atât cât să aibă un randament relativ bun și, pentru a mări rezistența, marginile sunt dublate. Se aseamănă cu o covată mai mică. La capete are câte o toartă în formă de U răsturnat, fiecare capăt fiind prins cu câte două nituri de corpul trocului prin nituire. În zona mediană a corpului tabla este subțiată și mici găuri dantelate pricinuite de folosirea îndelungată. | Muzeul Județean de Istorie și Arheologie Maramureș, Baia Mare | Cimec    |
|      | Lampă               | Datare: înc. sec. XX Descoperit: jud. MARAMUREȘ, BAIA SPRIE Dimensiuni: Î: 17,5 cm; D: 8 cm Material: lampa este confecționată din tablă de oțel prin forjare și turnare                                                                     | Lampă masivă cu rezervor cilindric alcătuit din două părți care se înfileteză în zona mediană. În partea inferioară se află rezervorul de carbid iar în partea superioară, cu o terminație ușor bombată, se află rezervorul de apă din care aceasta este dirijată spre rezervorul cu carbid, debitul fiind reglat de un șurub exterior. Între cele două rezervoare se află o garnitură care nu permite ieșirea gazului. În exterior, în zona mediană se află poziționat arzătorul (brener), deasupra căruia ar trebui să fie fixat reflectorul (oglinda) care lipsește la această piesă. De corpul inferior este prinsă tija mobilă în formă de U răsturnat, mult aplatizată, în care în partea superioară este încadrat șurubul pentru reglarea apei. Lipsește cârligul de manipulare și agățare precum și un șurub de pe capac. Principiul de funcționare este: între carbid (carbura de calciu) și apă are loc o reacție chimică din care rezultă gazul (acetilena) care prin ardere luminează. Lampa cu carbid are o valoare documentar-istorică sporită, având în vedere faptul că astfel de piese sunt din ce în ce mai puține pe teren mai ales după intrarea mineritului într-o perioadă de conservare începând cu anul 2007. | Muzeul Județean de Istorie și Arheologie Maramureș, Baia Mare | Cimec    |
|      | Lampă               | Datare: mijlocul sec. XX Descoperit: jud. MARAMUREȘ, BAIA SPRIE Dimensiuni: Î: 19 cm; D: 8 cm Material: lampa este confecționată din tablă de oțel prin forjare, turnare și sudare                                                           | Lampă cu rezervor cilindric alcătuit din două părți care se înfileteză. În partea inferioară se află rezervorul de carbid iar în partea superioară, cu o terminație ușor bombată, se află rezervorul de apă din care aceasta este dirijată spre rezervorul cu carbid, debitul fiind reglat de un șurub exterior. Între cele două rezervoare se află o garnitură care nu permite ieșirea gazului. În exterior, în zona mediană se află poziționat arzătorul (brener), având terminația din cupru, deasupra căruia ar trebui să fie fixat reflectorul (oglinda) care lipsește la această piesă. De corpul inferior este prinsă tija mobilă aplatizată, în formă de U răsturnat, ancorată de capac cu câte un șurub mic. În zona mediană a părții superioară este încadrat șurubul pentru reglarea apei. La mijlocul tijei de prindere, prin intermedierea unui cârlig mic, este poziționat cârligul mare de manipulare și agățare care este din sârmă de fier. Principiul de funcționare este: între carbid (carbura de calciu) și apă are loc o reacție chimică din care rezultă gazul (acetilena) care prin ardere luminează. Această lampă cu carbid a fost folosită în galeriile miniere din zona orașului Baia Sprie.              | Muzeul Județean de Istorie și Arheologie Maramureș, Baia Mare | Cimec    |
|      | Șaitroc             | Datare: sfârșitul secolului XIX - începutul secolului XX Descoperit: jud. MARAMUREȘ, BĂIUȚ Dimensiuni: L: 47 cm; La: 41 cm; Î: 7,5 cm Material: șaitrocul este făcut din lemn prin cioplire și șlefuire                                      | Șaitrocul are forma dreptunghiulară, poziția de folosire fiind cu o latura mică în sus. Laturile lungi sunt ușor arcuite spre interior. În partea superioară, de unde se manevrează, marginea, de jur împrejur până în zona mediană a corpului, este supraînălțată, aplatizată și răsfrântă. Unul dintre colțuri este întărit cu o bandă metalică. Latura mică inferioară este ușor subțiată și arcuită în sus pentru a lăsa apa să se scurgă în mod controlat în timpul operațiunilor de spălare. Sunt evidente urmele folosirii îndelungate. Șaitrocul era folosit la efectuarea primelor probe de minereu în subteran dar mai ales la spălarea aluviunilor și a nisipurilor aurifere. Se lua o cantitate oarecare de minereu fărâmițat în șaitroc și se efectuau spălări repetate până ce rămânea pe fundul vasului praful galben de aur. | Muzeul Județean de Istorie și Arheologie Maramureș, Baia Mare | Cimec    |
|      | Lampă               | Datare: 1975 Descoperit: jud. MARAMUREȘ Dimensiuni: Î: 19,5 cm; D: 7,5 cm Material: lampa este confecționată din tablă de oțel prin forjare, turnare și sudare                                                                               | Lampă cu rezervor cilindric alcătuit din două părți care se înfileteză. În partea inferioară se află rezervorul de carbid iar în partea superioară, cu o terminație ușor bombată, se află rezervorul de apă din care aceasta este dirijată spre rezervorul cu carbid debitul fiind reglat de un șurub exterior. Între cele două rezervoare se află o garnitură care nu permite ieșirea gazului. În exterior, în zona mediană se află poziționat arzătorul (brener). De corpul inferior, două tije mobile ancorează mânerul care este tot o tijă mobilă aplatizată, în formă de U răsturnat. La mijlocul tijei de prindere, prin intermedierea unui cârlig mic, este poziționat cârligul mare de manipulare și agățare care este din sârmă de fier. Principiul de funcționare este: între carbid (carbura de calciu) și apă are loc o reacție chimică din care rezultă gazul (acetilena) care prin ardere luminează. | Muzeul Județean de Istorie și Arheologie Maramureș, Baia Mare | Cimec    |
|      | Lampă               | Datare: 1/2 sec. XX Descoperit: jud. MARAMUREȘ Dimensiuni: Î: 22,5 cm; D: 8,7 cm Material: lampa este confecționată din tablă de oțel prin forjare, turnare și sudare                                                                        | Lampă cu rezervor cilindric alcătuit din două părți care se înfileteză. În partea inferioară se află rezervorul de carbid iar în partea superioară, cu o terminație ușor bombată, se află rezervorul de apă din care aceasta este dirijată spre rezervorul cu carbid debitul fiind reglat de un șurub exterior. Între cele două rezervoare se află o garnitură care nu permite ieșirea gazului. În exterior, în zona mediană se află poziționat arzătorul (brener) care este complet din cupru. În zona mediană a corpului este stabilizată tija mobilă (mânerul) aplatizată, în formă de U răsturnat. La mijlocul tijei de prindere este poziționat cârligul mare de manipulare și agățare care este din sârmă de fier. Lipsește discul reflector (oglinda). Principiul de funcționare este: între carbid (carbura de calciu) și apă are loc o reacție chimică din care rezultă gazul (acetilena), care prin ardere luminează. | Muzeul Județean de Istorie și Arheologie Maramureș, Baia Mare | Cimec    |
|      | Lampă               | Datare: începutul sec. XX Descoperit: jud. MARAMUREȘ, BAIA MARE Dimensiuni: Î: 12 cm; D: 6,1 cm Material: lampa este confecționată din tablă de oțel prin forjare și turnare                                                                 | Lampă cu rezervor cilindric suplu, alcătuit din două părți care se înfileteză. În partea inferioară se află rezervorul de carbid iar în partea superioară, cu o terminație aplatizată, se află rezervorul de apă din care aceasta este dirijată spre rezervorul cu carbid, debitul fiind reglat de un șurub exterior. Între cele două rezervoare se află o garnitură care nu permite ieșirea gazului. În exterior, în zona mediană se află poziționat arzătorul (brener). În zona inferioară a corpului este stabilizată tija mobilă (mânerul), cu unghiuri drepte, nu rotunjită, cum această tijă este le majoritatea lămpilor de acest fel. La mijlocul tijei de prindere este poziționat cârligul mare de manipulare și agățare care este din sârmă de fier. Lipsește discul reflector (oglinda). Principiul de funcționare este: între carbid (carbura de calciu) și apă are loc o reacție chimică din care rezultă gazul (acetilena), care prin ardere luminează. Este o piesă oarecum atipică prin forma și finețea execuției. | Muzeul Județean de Istorie și Arheologie Maramureș, Baia Mare | Cimec    |
|      | Troc                | Datare: sfârșitul secolului XIX - începutul secolului XX Descoperit: jud. MARAMUREȘ Dimensiuni: L: 44,7 cm; La: 31,3 cm; Î: 9 cm Material: trocul este confecționat din tablă prin forjare și nituire                                        | Trocul face parte din categoria mijloacelor de evacuare a minereului dislocat în subteran până la un alt mijloc de transport a materialului la suprafață, spre exemplu o roabă sau un vagonet. Are forma ovală și este adâncit atât cât să aibă un randament relativ bun și, pentru a mări rezistența, marginile sunt dublate. Se aseamănă cu o covată mai mică. La capete are câte o toartă în formă de U răsturnat fiecare capăt fiind prins de corpul trocului prin nituire. În zona mediană a corpului, tabla este subțiată de folosirea îndelungată iar corpul în ansamblu prezintă denivelări și oxidare destul de pronunțată. | Muzeul Județean de Istorie și Arheologie Maramureș, Baia Mare | Cimec    |
|      | Șaitroc             | Datare: sfârșitul secolului XIX - începutul secolului XX Descoperit: jud. MARAMUREȘ Dimensiuni: L: 38,2 cm; La: 13,3 cm; Î: 2,7 cm Material: șaitrocul este făcut din lemn de arin prin cioplire și cizelare                                 | Șaitrocul are forma dreptunghiulară, rotunjit la capete și scobit, semănând cu o covată mai puțin adâncă. La unul din capete corpul are o grosime mai mare, fiind zona de prindere și manipulare. Celălalt capăt este ușor subțiat și arcuit în sus pentru scurgerea controlată a apei de spălare. Marginile sunt știrbite în câteva locuri din cauza folosirii îndelungate. Prezintă impurități aderente și exfolieri pe alocuri. Șaitrocul era folosit la efectuarea primelor probe de minereu în subteran, dar mai ales la spălarea aluviunilor și a nisipurilor aurifere. Se lua o cantitate oarecare de minereu fărâmițat în șaitroc și se efectuau spălări repetate până ce rămânea pe fundul vasului praful galben de aur. | Muzeul Județean de Istorie și Arheologie Maramureș, Baia Mare | Cimec    |
|      | Lampă               | Datare: 1/2 sec. XX Descoperit: jud. MARAMUREȘ Dimensiuni: Î: 21,5 cm; D: 8,3 cm Material: lampa este confecționată din oțel prin forjare, turnare și sudare; oglinda este din tablă de alamă                                                | Lampă cu rezervor cilindric alcătuit din două părți care se înfileteză. În partea inferioară se află rezervorul de carbid iar în partea superioară, cu o terminație ușor bombată, se află rezervorul de apă din care aceasta este dirijată spre rezervorul cu carbid, debitul fiind reglat de un șurub exterior. Între cele două rezervoare se află o garnitură care nu permite ieșirea gazului. În exterior, în zona mediană, se află poziționat arzătorul (brener), iar deasupra lui este poziționat reflectorul sau oglinda care are rolul de a amplifica lumina. În zona mediană a corpului este stabilizată tija mobilă (mânerul) aplatizată, în formă de U răsturnat. La mijlocul tijei de prindere este poziționat cârligul de manipulare și agățare care este din sârmă de fier. Principiul de funcționare este: între carbid (carbura de calciu) și apă are loc o reacție chimică din care rezultă gazul (acetilena), care prin ardere luminează. | Muzeul Județean de Istorie și Arheologie Maramureș, Baia Mare | Cimec    |
|      | Troc                | Datare: sfârșitul secolului XIX - începutul secolului XX Descoperit: jud. MARAMUREȘ Dimensiuni: L: 45 cm; La: 30 cm; Î: 10 cm Material: trocul este confecționat din tablă prin forjare și sudare                                            | Trocul face parte din categoria mijloacelor de evacuare a minereului dislocat în subteran până la un alt mijloc de transport a materialului la suprafață, spre exemplu o roabă sau un vagonet. Are forma ovală și este adâncit atât cât să aibă un randament relativ bun. Se aseamănă cu o covată mai mică. La capete are câte o toartă în formă de U răsturnat, fiecare capăt fiind prins de corpul trocului prin sudare. În zona mediană a corpului tabla, care în timp a fost ruptă, este sudată. Acest lucru demonstrează folosirea îndelungată a trocului chiar și după deteriorarea lui, fiind reparat și utilizat în continuare. | Muzeul Județean de Istorie și Arheologie Maramureș, Baia Mare | Cimec    |
|      | Lampă               | Datare: începutul sec. XX Descoperit: jud. MARAMUREȘ, BAIA MARE Dimensiuni: Î: 12 cm; D: 8 cm Material: lampa este confecționată din tablă de oțel prin forjare și turnare                                                                   | Lampă cu rezervor cilindric alcătuit din două părți care se înfileteză. În partea inferioară se află rezervorul de carbid iar în partea superioară se află rezervorul de apă din care aceasta este dirijată spre rezervorul cu carbid, debitul fiind reglat de un șurub exterior. În exterior, în zona mediană, se afla poziționat arzătorul (brener) care lipsește la această piesă, în locul respectiv fiind un orificiu circular. De muchia circulară superioară este ancorată o toartă (mâner) de manipulare din sârmă. În capacul aplatizat este fixată o tijă cu capătul în formă de T, care probabil îndeplinea funcția șurubului de reglare a debitului apei. Principiul de funcționare este: între carbid (carbura de calciu) și apă are loc o reacție chimică din care rezultă gazul (acetilena), care prin ardere luminează. Piesa este oarecum atipică (forma ei) și este incompletă. | Muzeul Județean de Istorie și Arheologie Maramureș, Baia Mare | Cimec    |
|      | Lampă               | Datare: 1987 Descoperit: jud. MARAMUREȘ, BAIA MARE Dimensiuni: Î: 19,5 cm; D: 7,5 cm Material: lampa este confecționată din tablă de oțel prin forjare și turnare                                                                            | Lampă cu rezervor cilindric, alcătuit din două părți inegale care se înfileteză. În partea inferioară se află rezervorul de carbid iar în partea superioară, care este și capacul în același timp, cu o terminație aplatizată, se află rezervorul de apă din care aceasta este dirijată spre rezervorul cu carbid, debitul fiind reglat de un șurub exterior. Între cele două rezervoare se află o garnitură care nu permite ieșirea gazului. În exterior, în zona mediană, se află poziționat arzătorul (brener), cu capătul din cupru. Lateral, de două tije mobile, la nivelul capacului, pornește o altă tijă (mâner) mobilă la mijlocul căreia de un cui îndoit este poziționat cârligul mare de manipulare și agățare care este din sârmă de fier. Lipsește discul reflector (oglinda). Principiul de funcționare este: între carbid (carbura de calciu) și apă are loc o reacție chimică din care rezultă gazul (acetilena), care prin ardere luminează. | Muzeul Județean de Istorie și Arheologie Maramureș, Baia Mare | Cimec    |
|      | Șaitroc             | Datare: 2/2 sec. XIX Descoperit: jud. ALBA, ALBA IULIA Dimensiuni: L: 59 cm; La: 43,3 cm; Î: 11 cm Material: șaitrocul este făcut din lemn de esență moale prin cioplire și strunjire                                                        | Șaitrocul are forma de "făraș" cu laturile arcuite mult spre interior. Marginea din zona de manipulare este mult înălțată, se îngustează spre terminații, se răsfrânge spre afară și este întărită cu o bandă metalică. La celălalt capăt este rotunjit, marginea fiind întărită cu trei bucăți metalice prinse în cuie. În aceeași zonă se află o fisură în lemn care a fost "cusută" cu sfoară. Reiese folosirea îndelungată, fiind deseori reparată și întărită pentru a mai rezista în timp. Șaitrocul a fost folosit la spălarea aluviunilor și a nisipurilor aurifere din râurile Munților Apuseni. Se lua o cantitate oarecare de minereu fărâmițat în șaitroc și se efectuau spălări repetate până ce rămânea pe fundul vasului praful galben de aur. | Muzeul Județean de Istorie și Arheologie Maramureș, Baia Mare | Cimec    |